# 高砂鋸鍬形蟲
高砂鋸鍬形蟲（學名：Prosopocoilus motschulskii），屬於鞘翅目的鍬形蟲科，體長24—65（0.94—2.56英寸），低海拔平原、山區，每年5至7月較易觀察，晝行性，夜間具趨光性，體色偏棕褐至黑褐，體型相似為圓翅鋸鍬形蟲。，公蟲體長25—65（0.98—2.56英寸）、母蟲體長24—30（0.94—1.18英寸），俗名「莫氏鋸鍬形蟲」。 僅楊維晟的書中標示為「台灣特有種」。

### 書目
- 楊維晟. . 台灣: 天下遠見出版. 2008-12-25 [2008]. ISBN 978-986-216-249-1 （中文）.
- 張永仁. . 臺灣: 遠流. 2006-06-01 [2006]. ISBN 957-325-783-1 （中文）.（繁體中文）

### 引用
1. 1 2 3 4  . 台灣生物多樣性資訊入口網-TaiBIF.   [2015-10-12].；2015-10-01日之前的前端介面舊版：. 台灣生物多樣性資訊入口網-TaiBIF.   [2015-08-25]. （原始内容存档于2016-03-04）.
2. 1 2 3  楊維晟 2008，第188頁.
3. ↑  . 數位典藏與數位學習國家型科技計畫.   [2015-08-25]. （原始内容存档于2016-03-04）.
4. ↑  . 數位典藏與數位學習國家型科技計畫.   [2015-08-25]. （原始内容存档于2016-03-04）.
5. ↑  . 數位典藏與數位學習國家型科技計畫.   [2015-08-25]. （原始内容存档于2016-03-04）.
6. ↑  . 數位典藏與數位學習國家型科技計畫.   [2015-08-25]. （原始内容存档于2016-03-04）.

## 外部連結
- 昆蟲類─鞘翅目 Coleoptera - 南投縣竹山鎮杉林溪自然教育中心
- 鍬形蟲[永久] - 國立臺灣大學昆蟲標本館數位典藏
- . 台灣山林悠遊網電子報. 行政院農業委員會林務局.   [2015-08-25]. （原始内容存档于2016-03-04）.